# Michaił Litwin
Michaił Iosifowicz Litwin (ros. Михаил Иосифович Литвин, ur. 1892 w obwodzie zabajkalskim, zm. 12 listopada 1938 w Leningradzie) – radziecki polityk, funkcjonariusz NKWD, członek KC KP(b)U (1933-1937), szef Zarządu NKWD w obwodzie leningradzkim (1938).

## Życiorys
Żyd, 1916-1917 służył w rosyjskiej armii, 1917 wstąpił do SDPRR(b), 1917-1918 przewodniczący komitetu fabrycznego, pracownik Sownarchozu guberni jenisejskiej i komisarz prasy w Krasnojarsku. 1918 aresztowany, 1919 zwolniony, 1919-1920 działacz podziemnego ruchu komunistycznego w Krasnojarsku i Chabarowsku. Od 1921 komisarz pułku i sztabu frontu, szef wydziału specjalnego, 1922-1923 sekretarz odpowiedzialny Dalekowschodniego Biura Wszechrosyjskiej Centralnej Rady Związków Zawodowych, 1923-1926 przewodniczący Rady Związków Zawodowych Guberni Orłowskiej, a 1926-1929 Rady Związków Zawodowych Kazachstanu. 1929-1930 przewodniczący Środkowoazjatyckiego Biura Związków Zawodowych, 1930-1931 kierownik Biura Dystrybucji Środkowoazjatyckiego Biura KC WKP(b), później zastępca kierownika i kierownik Sektora Kadr Planowo-Finansowych Wydziału Dystrybucji KC WKP(b), od 3 sierpnia 1932 do 1933 zastępca kierownika Wydziału Dystrybucji KC WKP(b). 1933-1934 kierownik Wydziału Kadr KC KP(b)U, od 11 czerwca 1933 do 27 maja 1937 członek KC KP(b)U, równocześnie od 11 czerwca 1933 zastępca członka, a od 18 stycznia 1934 do 27 maja 1937 członek Biura Organizacyjnego KC KP(b)U. Od 1934 do września 1935 kierownik Wydziału Przemysłowo-Transportowego KC KP(b)U, 1935-1936 kierownik Wydziału Rolnego KC KP(b)U, w 1936 II sekretarz Komitetu Obwodowego KP(b)U w Charkowie. 
Od 15 października 1936 szef Wydziału Kadr GUGB NKWD, 22 grudnia 1936 mianowany starszym majorem bezpieczeństwa państwowego, od 17 maja 1937 szef Wydziału IV GUGB, 20 stycznia 1938 został komisarzem bezpieczeństwa państwowego III rangi i szefem Zarządu NKWD obwodu leningradzkiego. Deputowany do Rady Najwyższej ZSRR 1 kadencji. 
Po odwołaniu ze stanowiska szefa NKWD Nikołaja Jeżowa zastrzelił się w Leningradzie.

## Odznaczenia
- Order Lenina (22 lipca 1937)
- Medal jubileuszowy „XX lat Robotniczo-Chłopskiej Armii Czerwonej” (22 lutego 1938)
- Odznaka "Honorowy Funkcjonariusz Czeki/GPU (XV)" (9 maja 1938)